# Another World (álbum)
Another World é o segundo álbum de estúdio do cantor, compositor e guitarrista Brian May, mais conhecido como integrante da banda de rock britânica Queen, lançado em junho de 1998. O disco foi produzido na casa do músico após o lançamento do último álbum de sua banda, Made in Heaven.

## Faixas
Todas as músicas escritas por Brian May, exceto onde anotado.
1. "Space" - 0:47
2. "Business" - 5:07
3. "China Belle" - 4:01
4. "Why Don't We Try Again" - 5:24
5. "On My Way Up" - 2:57
6. "Cyborg" - 3:54
7. "The Guv'nor" - 4:13
8. "Wilderness" - 4:52
9. "Slow Down" (Larry Williams) - 4:18
10. "One Rainy Wish" (Jimi Hendrix) - 4:05
11. "All The Way From Memphis" (Ian Hunter) - 5:16
12. "Another World" - 7:30